# Horana South
Horana South är en ort i Sri Lanka.   Den ligger i provinsen Västprovinsen, i den sydvästra delen av landet, 30 km sydost om huvudstaden Colombo. Horana South ligger 23 meter över havet och antalet invånare är 8 982.
Terrängen runt Horana South är platt. Runt Horana South är det tätbefolkat, med 297 invånare per kvadratkilometer. Närmaste större samhälle är Homagama, 15,7 km norr om Horana South. Omgivningarna runt Horana South är en mosaik av jordbruksmark och naturlig växtlighet.